# Altiplà del Tibet
L'altiplà del Tibet o Txang Tang (mot tibetà que significa 'lloc solitari'), també anomenat altiplà de Qinghai i el Tibet i altiplà de Qingzang (en xinès: 青藏高原, Qīngzàng Gāoyuán) és un vast i elevat altiplà de l'Àsia central que ocupa la major part de la regió autònoma del Tibet i de la província de Qinghai, a la Xina. S'estén per una superfície d'uns 1.000 per 2.500 quilòmetres i té una altitud mitjana de més de 4.500 metres. Anomenat el sostre del món, és l'altiplà més elevat i extens del món: la seva àrea és d'uns dos milions i mig de quilòmetres quadrats (unes quatre vegades la superfície de França o de Texas). L'altiplà es va formar a causa de la col·lisió de les plaques tectòniques indoaustraliana i eurasiàtica durant el període cenozoic (ara fa uns 55 milions d'anys), en un procés que encara continua.

## Geografia
L'altiplà del Tibet és una elevada estepa àrida esquitxada de serralades i de grans llacs d'aigua salada. La precipitació anual varia dels 100 als 300 mm i cau majoritàriament en forma de calamarsa. Als límits meridional i oriental de l'estepa, hi ha prats i pastures que poden ser l'hàbitat temporal de pastors nòmades, tot i que estan coberts pel glaç durant la meitat de l'any. Anant de nord a nord-oest, l'altiplà esdevé cada vegada més elevat, fred i sec, fins a arribar a la remota regió de Kekexili, a la part nord-occidental de l'altiplà del Tibet. Allà, l'altitud mitjana excedeix els 5.000 metres, l'aire conté tan sols un 60% de l'oxigen que trobaríem al nivell del mar i les temperatures mitjanes anuals són de -4 °C, que arriben fins als -40 °C a l'hivern. Com a resultat d'aquest medi tan extrem i inhòspit, la regió de Kekexili és la menys poblada de l'Àsia i la tercera menys poblada del món, després de l'Antàrtida i del nord de Groenlàndia.
El Txang Tang està limitat al nord-oest per la serralada del Kunlun, que el separa de la conca del Tarim, i al nord-est limita amb la serralada de Qilian, que el separa del desert del Gobi. Al sud, l'altiplà ressegueix la vall del riu Brahmaputra, que corre al peu de l'Himàlaia, i la vasta plana Indogangètica. A l'est i al sud-est, l'altiplà dona pas a les gorges boscoses i la geografia accidentada de les capçaleres muntanyoses dels rius Salween, Mekong i Iang-tsé, a la part occidental del Sichuan. A l'oest, comunica amb la regió muntanyosa del Karakoram, al nord del Caixmir.
L'aixecament tectònic de l'altiplà es creu que ha tingut una influència significativa sobre el canvi climàtic, i es diu que afecta el monsó de l'Àsia. Pel que fa a l'estació del monsó de l'Índia, que va de juny a octubre, quan els vents porten l'aire tropical humit del sud, l'Himàlaia fa de barrera i impedeix el pas de les pluges al nord de la serralada, cosa que fa que l'altiplà del Tibet sigui extremadament sec, i en canvi concentra les precipitacions al nord de l'Índia, que esdevé una regió molt humida. Els vents de direcció nord deixen sobre l'altiplà la poca humitat que els restava, i quan arriben a l'extrem septentrional són molt secs i creen deserts com els del Taklamakan i el Gobi.

## Geologia i història geològica

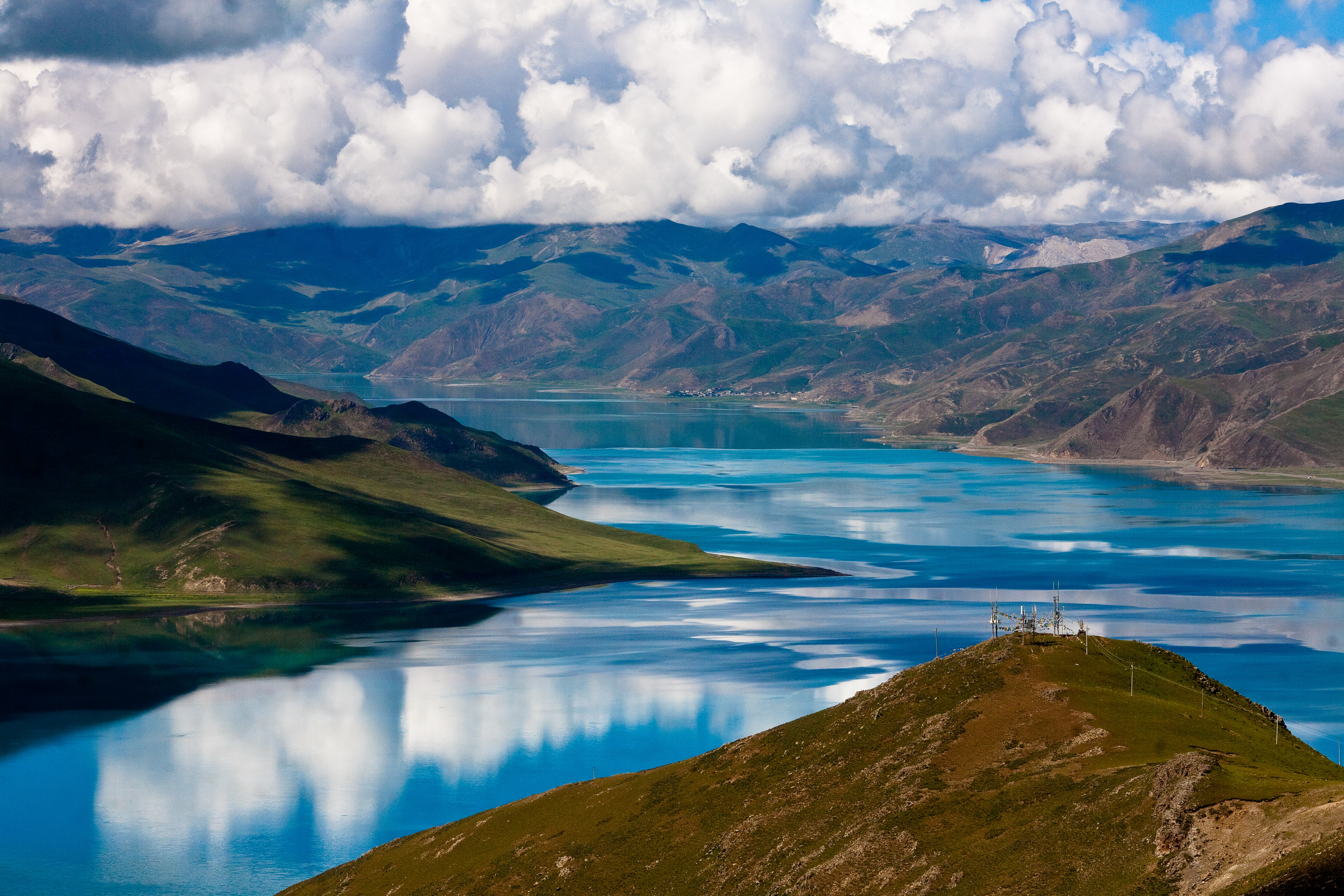
El llac Yamdrok és un dels quatre llacs més grans del Tibet. Els quatre llacs es consideren llocs de pelegrinatge sagrats segons la tradició local.

La història geològica de l'altiplà tibetà està estretament relacionada amb la de l'Himàlaia. L'Himàlaia pertany a l'orogènia alpina i, per tant, es troba entre les cadenes muntanyoses més joves del planeta, constituïdes principalment per roques sedimentàries i metamòrfiques elevades. La seva formació és el resultat d'una col·lisió continental o orogènia al llarg del límit convergent entre la placa indo-australiana i la placa euroasiàtica.
La col·lisió va començar al període del Cretaci superior fa uns 70 milions d'anys, quan la placa indo-australiana que es movia al nord, es movia a uns 15 cm per any, va xocar amb la placa euroasiàtica. Fa uns 50 milions d'anys, aquesta placa indoaustraliana de moviment ràpid havia tancat completament l'Oceà de Tetis, l'existència del qual ha estat determinada per les roques sedimentàries col·locades al fons de l'oceà i els volcans que el vorejaven. Com que aquests sediments eren lleugers, es van quedar a les serralades en lloc d'enfonsar-se al terra. Durant aquesta primera etapa de la seva formació al Paleogen Superior, el Tibet consistia en una paleovall profunda limitada per múltiples serralades en lloc de la plana elevada topogràficament uniforme que és avui. L'elevació mitjana de l'altiplà tibetà va continuar variant des de la seva elevació inicial a l'Eocè; els registres isotòpics mostren que l'altitud de l'altiplà era d'uns 3.000 metres sobre el nivell del mar al voltant del límit Oligocè-Miocè i que va caure 900 metres fa entre 25,5 i 21,6 milions d'anys, atribuïble a la descoberta tectònica de l'extensió est-oest o a l'erosió de la meteorització climàtica. L'altiplà va augmentar posteriorment de 500 a 1.000 metres fa entre 21,6 i 20,4 milions d'anys.

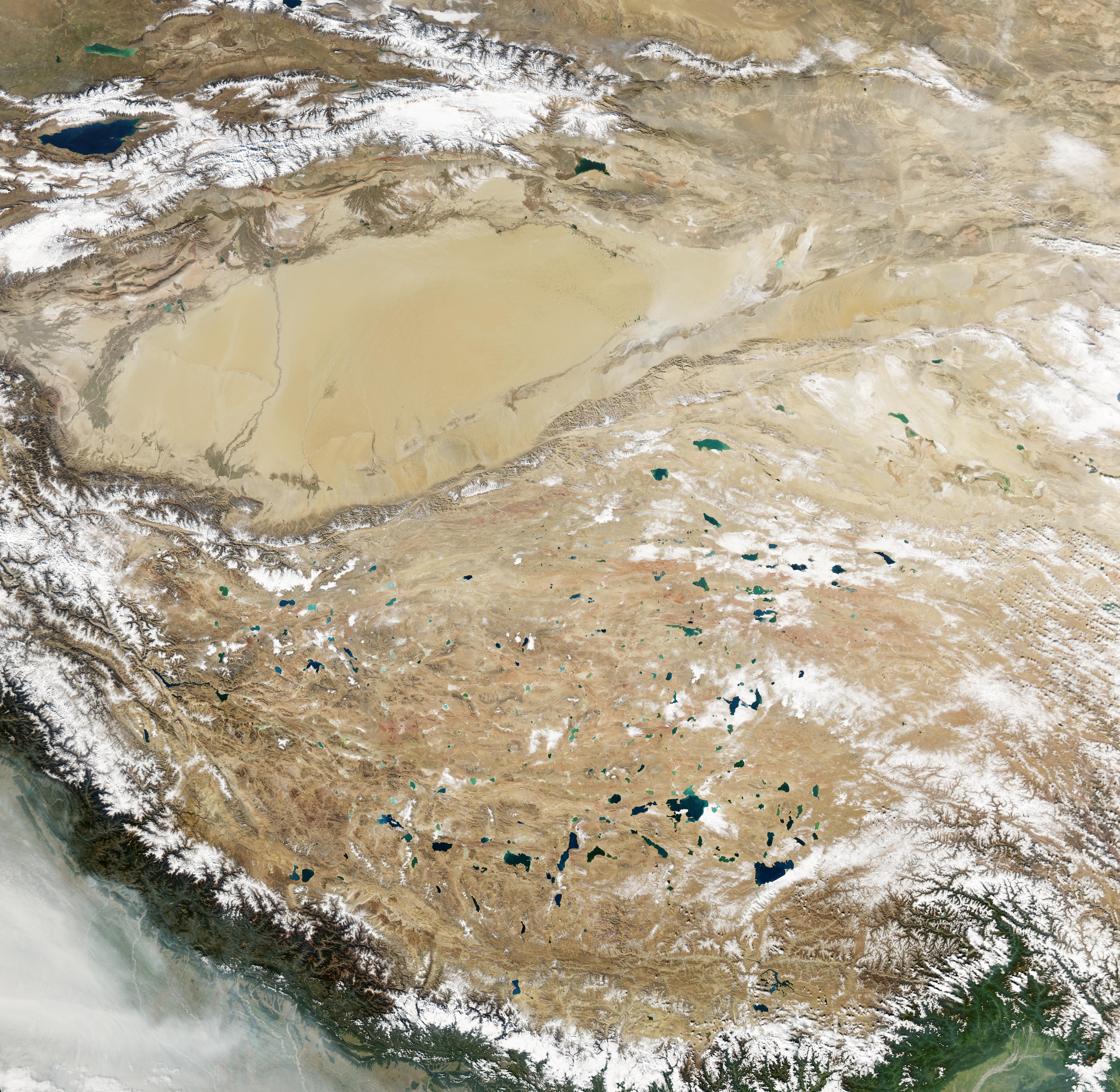
Imatge de satèl·lit en color natural de l'altiplà tibetà.

L'evidència paleobotànica indica que la zona de sutura de Nujiang i la zona de sutura de Yarlung-Zangpo van romandre terres baixes tropicals o subtropicals fins a l'últim Oligocè o Miocè primerenc, permetent l'intercanvi biòtic a través del Tibet. L'edat dels grabens est-oest a les terres de Lhasa i Himàlaia suggereix que l'elevació de l'altiplà estava a prop de la seva altitud moderna fa uns 14 a 8 milions d'anys. Les taxes d'erosió al Tibet van disminuir significativament fa uns 10 milions d'anys. La placa indoaustraliana continua conduïda horitzontalment per sota de l'altiplà tibetà, la qual cosa obliga l'altiplà a moure's cap amunt; l'altiplà encara augmenta a un ritme d'aproximadament 5 mm per any (tot i que l'erosió redueix l'augment real d'alçada).
Gran part de l'altiplà tibetà és de relleu relativament baix. La causa d'això es debat entre els geòlegs. Alguns argumenten que l'altiplà tibetà és una peneplana elevada formada a baixa altitud, mentre que altres argumenten que el baix relleu prové de l'erosió i l'emplenament de depressions topogràfiques que es van produir a cotes ja altes. També es debat la tectònica actual de l'altiplà. Les explicacions més ben valorades les proporcionen el model de blocs i el model continu alternatiu. Segons el primer, l'escorça de l'altiplà està formada per diversos blocs amb escassa deformació interna separats per grans falles antilliscants. En aquest últim, l'altiplà es veu afectat per la deformació distribuïda resultant del flux dins de l'escorça.

### Glaciologia: l'edat de gel i l'actualitat

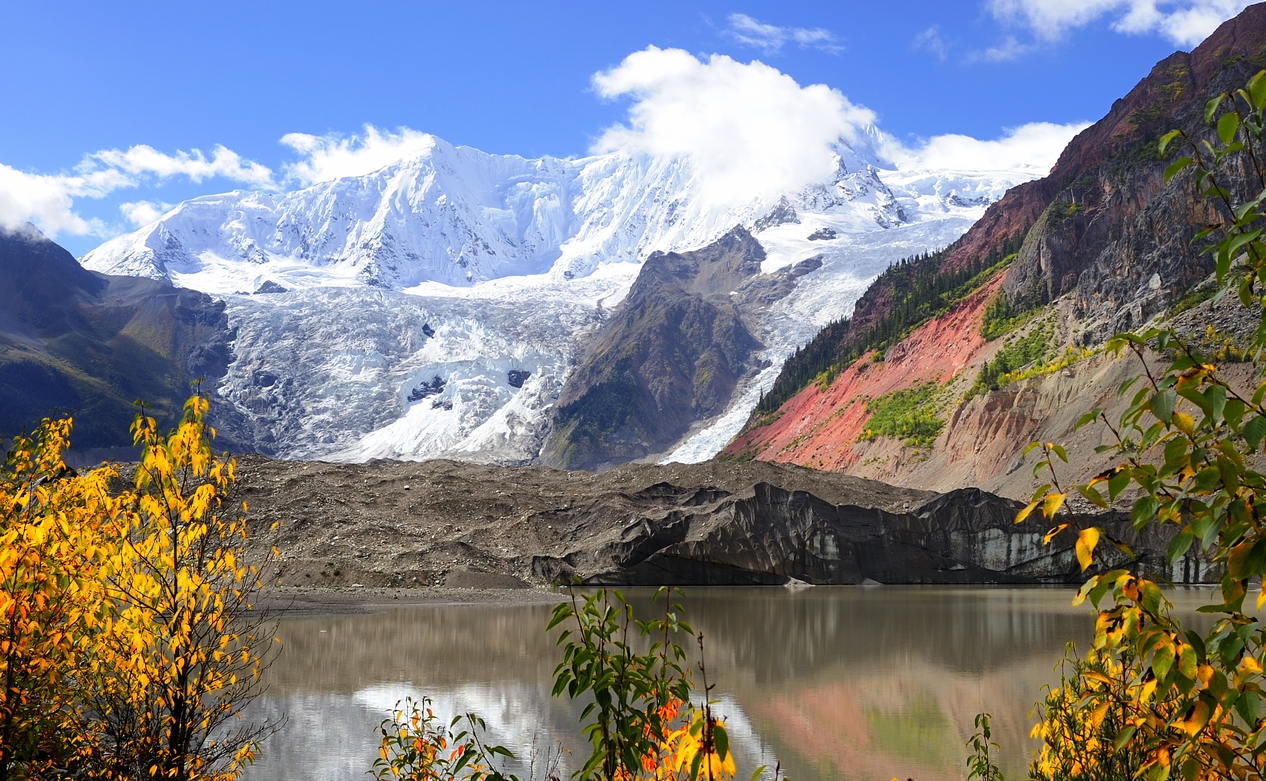
Glacera Midui a Nyingchi

Avui, el Tibet és una important superfície d'escalfament de l'atmosfera. No obstant això, durant l'últim màxim glacial, en aproximadament 2.400.000 km² la capa de gel cobria l'altiplà. A causa de la seva gran extensió, aquesta glaciació als subtròpics va ser un element important del forçament radiatiu. Amb una latitud molt més baixa, el gel del Tibet reflectia almenys quatre vegades més energia de radiació per unitat d'àrea a l'espai que el gel a latituds més altes. Així, mentre que l'altiplà modern escalfa l'atmosfera subjacent, durant l'última edat de gel va ajudar a refredar-lo.
Aquest refredament va tenir múltiples efectes sobre el clima regional. Sense la baixa pressió tèrmica provocada per l'escalfament, no hi havia monsó sobre el subcontinent indi. Aquesta manca de monsó va provocar abundants pluges sobre el Sàhara, l'expansió del desert de Thar, més pols dipositada al mar d'Aràbia i un descens de les zones de vida biòtica al subcontinent indi. Els animals van respondre a aquest canvi climàtic, amb la russa de Java migrant a l'Índia.
A més, les glaceres del Tibet van crear llacs d'aigua de desglaç a la conca de Qaidam, la conca del Tarim i el desert de Gobi, malgrat la forta evaporació provocada per la baixa latitud. Quan els llacs es van assecar al final de l'edat de gel, el llim i l'argila van ser bufats pel vent catabàtic de la Meseta. Aquests grans fins aerotransportats van produir l'enorme quantitat de loess a les terres baixes xineses.

## Medi ambient

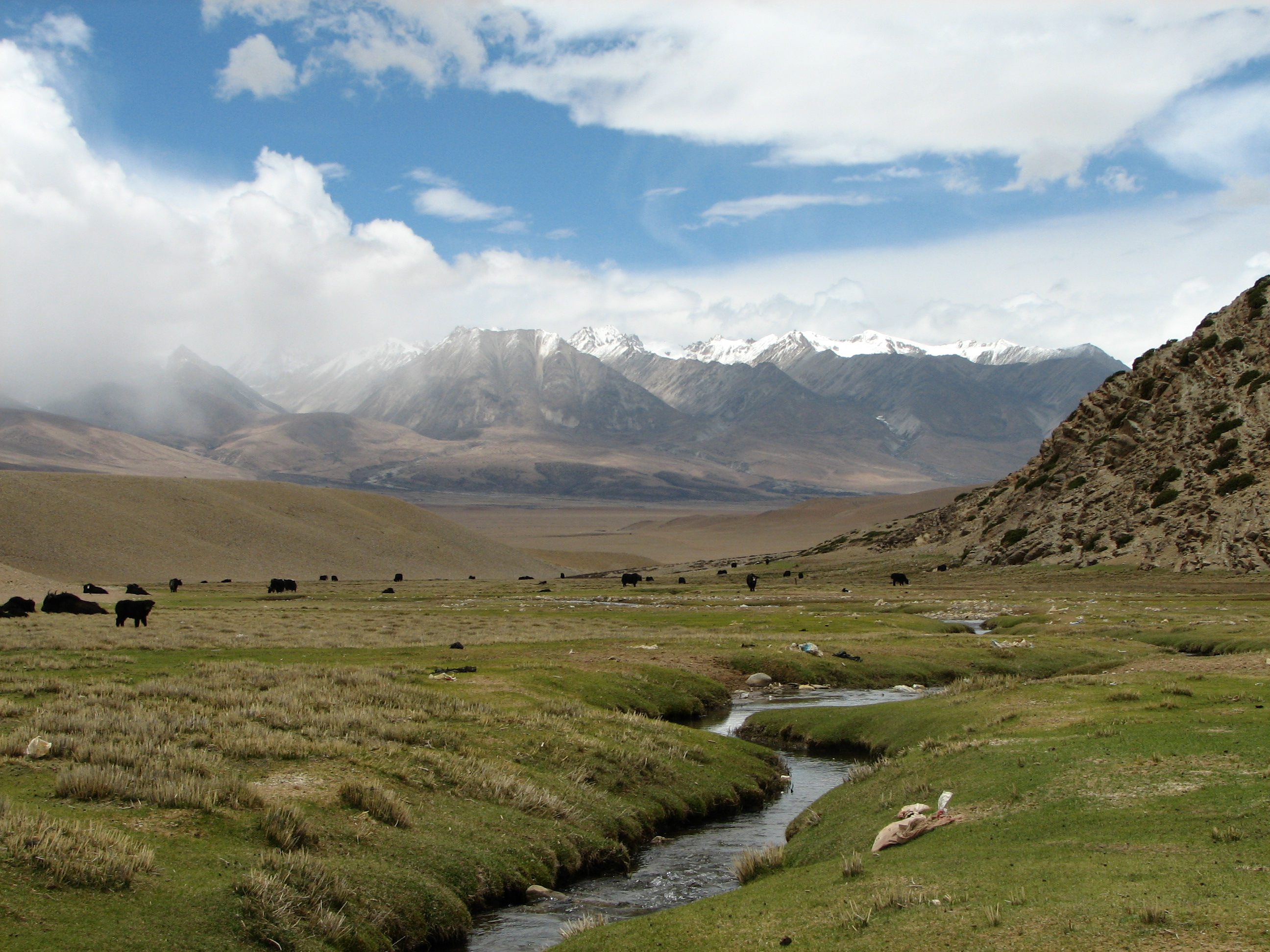
Vall de Yangbajain al nord de Lhasa

L'altiplà tibetà suporta una varietat d'ecosistemes, la majoria d'ells classificats com a pastures d'estatge montà. Mentre que algunes parts de l'altiplà presenten un entorn semblant a la tundra alpina, altres zones presenten arbustos i boscos influïts pel monsó. La diversitat d'espècies es redueix generalment a l'altiplà a causa de l'elevació i la poca precipitació. L'altiplà tibetà acull el llop tibetà, i espècies de la pantera de les neus, iac salvatge, ruc salvatge, grues, voltors, falcons, oques, serps i búfals asiàtics domèstics. Un animal notable és l'euophrys omnisuperstes, que pot viure a elevacions de més de 6.500 m.
Les ecoregions que es troben a l'altiplà tibetà, tal com les defineix el Fons Mundial per la Natura, són les següents:
- El desert alpí i la tundra del Pamir cobreixen l'extrem occidental de l'altiplà tibetà on passa a les muntanyes del Pamir.

- El desert alpí de l'altiplà tibetà de les muntanyes del Kunlun cobreix els límits nord-oest de l'altiplà tibetà al llarg del Kunlun.

- L’estepa alpina Karakoram-altiplà tibetà occidental cobreix les parts més occidentals de l'altiplà tibetà i Ladakh

- L’arbust alpí i prats de l'Himàlaia del nord-oest a les vores de les muntanyes que voregen l'extrem oest de l'altiplà tibetà.

- L’estepa alpina de l'altiplà tibetà central cobreix la majoria de les parts centrals de l'altiplà tibetà i el Changtang oriental.

- L’arbust i els prats alpins de l'Himàlaia occidental cobreixen l'altiplà sud-oest a la regió de la vall de Garuda.

- El semidesert de la conca de Qaidam situat a la conca de Qaidam al nord de l'altiplà tibetà.

- Les muntanyes Qilian amb prats subalpins que cobreixen les Qilian Shan a les parts més al nord de l'altiplà.

- Els boscos de coníferes de les muntanyes Qilian que cobreixen parts de les serralades a l'altiplà tibetà nord-est.

- Arbustos i prats alpins que cobreixen una franja de l'altiplà tibetà central i nord-est.

- L’estepa àrida de Yarlung Tsangpo a la vall del riu Yarlung Tsangpo, on viu la major part de la població humana permanent a l'altiplà tibetà.

- Els arbustos i prats alpins de l'Himàlaia oriental cobreixen l'altiplà tibetà meridional al costat nord de l'Himàlaia.

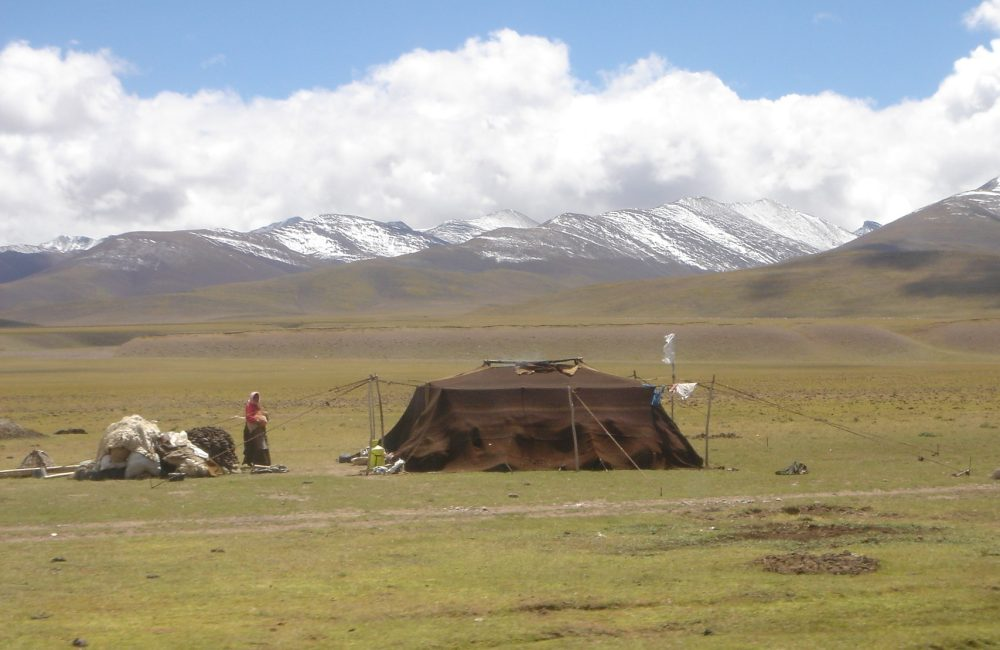
Els nòmades pastorals acampen prop de Namtso.

- Els arbustos i prats del sud-est del Tibet cobreixen les parts del sud-est i l'est de l'altiplà i generalment són més plujosos que les altres regions de l'altiplà tibetà d'altitud.

- Els boscos de coníferes subalpines del nord-est de l'Himàlaia arriben a les valls muntanyoses de l'altiplà del sud i contenen alguns dels boscos d'altitud més alta del món.

- Les coníferes alpines i els boscos mixts de Nujiang Lancang Gorge cobreixen les valls de muntanya que arriben 500 km al sud-est de l'altiplà tibetà.

- Els boscos de coníferes subalpines de les muntanyes Hengduan cobreixen les valls muntanyoses més al sud-est de l'altiplà.

- Els boscos de coníferes de Qionglai-Minshan cobreixen les vores orientals de l'altiplà i són els boscos més densos que es troben a l'altiplà tibetà.

## Història humana

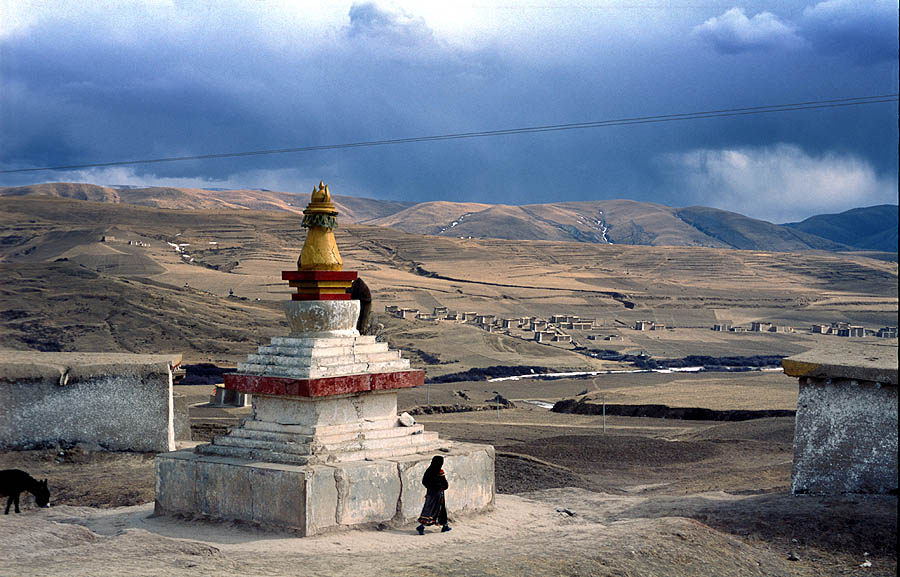
Stupa budista tibetà i cases fora de la ciutat de Ngawa, a l'altiplà tibetà.

Els nòmades de l'altiplà tibetà i de l'Himàlaia són les restes de pràctiques nòmades històricament esteses a Àsia i Àfrica. Els nòmades pastorals constitueixen al voltant del 40% de la població ètnica tibetana. La presència de pobles nòmades a l'altiplà es basa en la seva adaptació a la supervivència a les praderies del món mitjançant la cria de bestiar en lloc de conreus, que no són adequats al terreny. L'evidència arqueològica suggereix que la primera ocupació humana de l'altiplà es va produir fa entre 30.000 i 40.000 anys. Des de la colonització de l'altiplà tibetà, la cultura tibetana s'ha adaptat i ha florit a les regions occidental, meridional i oriental de l'altiplà. La part nord, el Changtang, és generalment massa alta i freda per suportar una població permanent. Una de les civilitzacions més notables que s'han desenvolupat a l'altiplà tibetà és l'Imperi Tibetà des del segle VII fins al segle IX dC.

## Impacte en altres regions

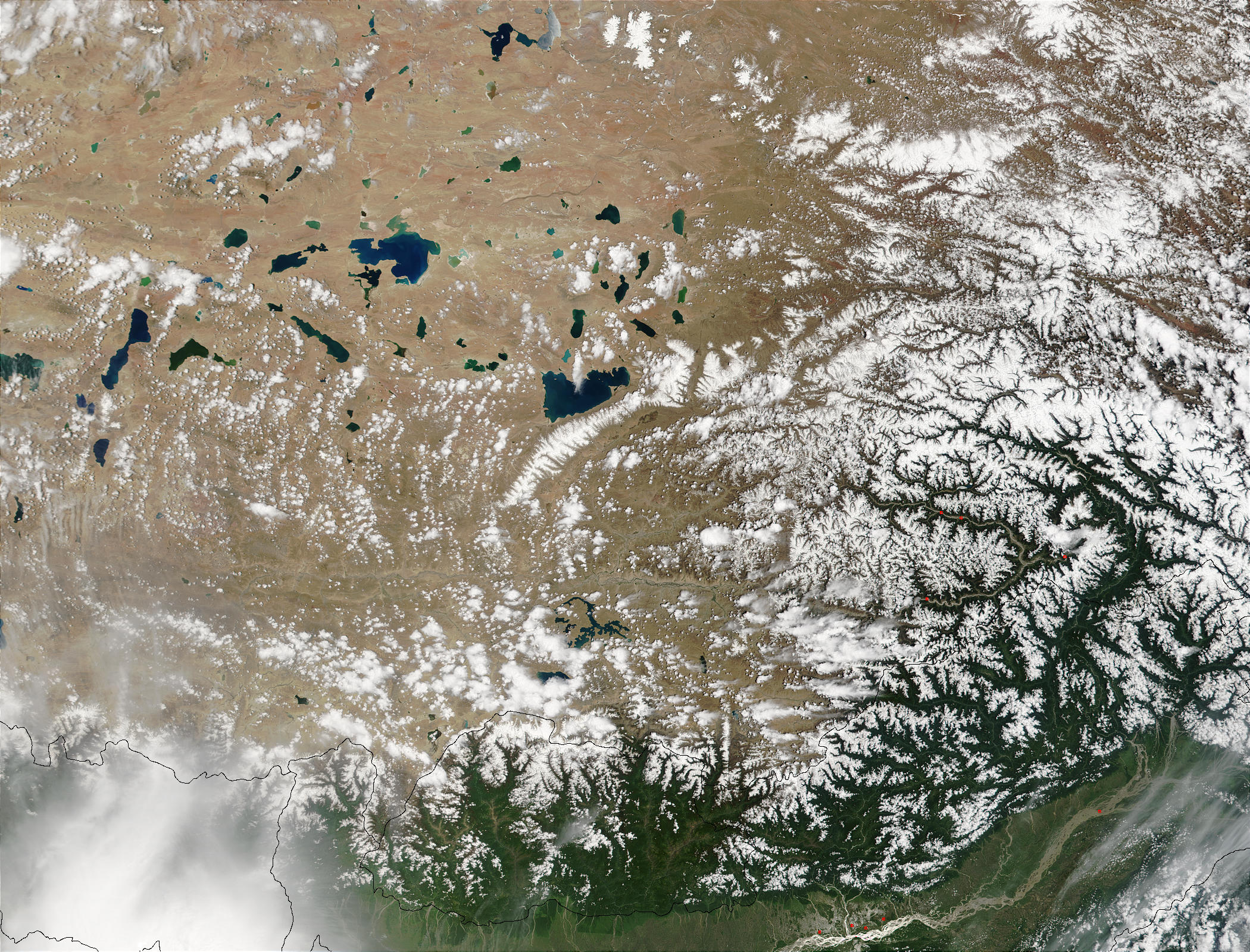
Imatge de satèl·lit de la NASA de la zona sud-est de l'altiplà tibetà. El riu Brahmaputra es troba a la part inferior dreta.

### Monsons
Els monsons són causats per les diferents amplituds dels cicles estacionals de la temperatura superficial entre la terra i els oceans. Aquest escalfament diferencial es produeix perquè les velocitats d'escalfament difereixen entre la terra i l'aigua. L'escalfament de l'oceà es distribueix verticalment a través d'una capa mixta que pot tenir 50 metres de profunditat per l'acció del vent i les turbulències generades per la flotabilitat, mentre que la superfície terrestre condueix la calor lentament, amb el senyal estacional que penetra només un metre més o menys. A més, la capacitat calorífica específica de l'aigua líquida és significativament més gran que la de la majoria de materials que componen la terra. En conjunt, aquests factors fan que la capacitat calorífica de la capa que participa en el cicle estacional sigui molt més gran sobre els oceans que sobre la terra, amb la conseqüència que la terra s'escalfa i es refreda més ràpidament que l'oceà. Al seu torn, l'aire sobre la terra s'escalfa més ràpidament i arriba a una temperatura més alta que l'aire sobre l'oceà. L'aire més càlid de la terra tendeix a pujar, creant una zona de baixa pressió. L'anomalia de pressió fa que bufi un vent constant cap a la terra, que porta l'aire humit sobre la superfície de l'oceà amb ell. Aleshores, la pluja augmenta per la presència de l'aire humit de l'oceà. La pluja és estimulada per una varietat de mecanismes, com ara l'aire de baix nivell que puja cap amunt per les muntanyes, l'escalfament de la superfície, la convergència a la superfície, la divergència a l'altura o els fluxos de sortida produïts per la tempesta prop de la superfície. Quan es produeix aquesta elevació, l'aire es refreda a causa de l'expansió a baixa pressió, que al seu torn produeix condensació i precipitació.

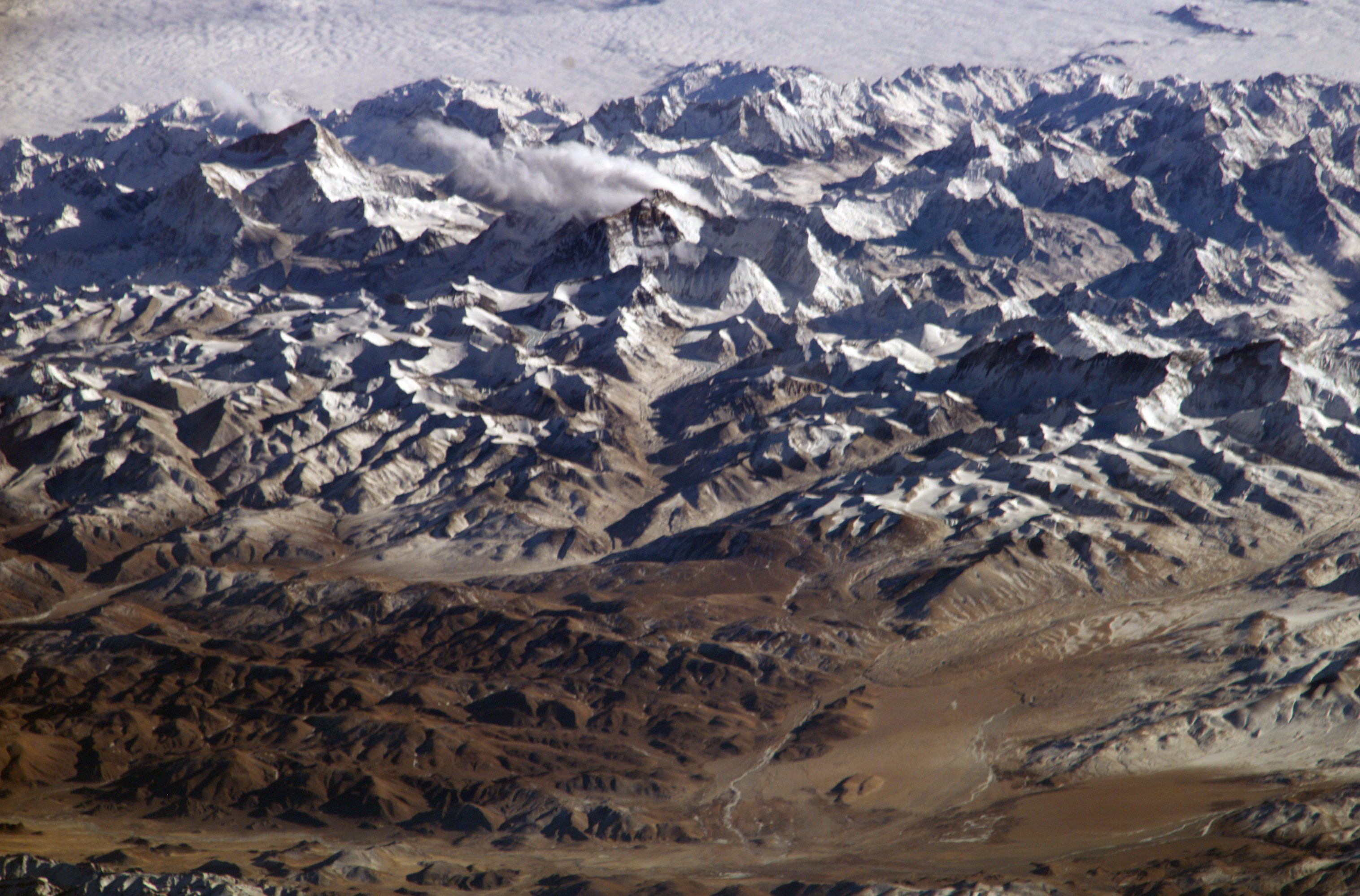
L'Himàlaia vist des de l'espai mirant cap al sud des de l'altiplà tibetà.

A l'hivern, la terra es refreda ràpidament, però l'oceà manté la calor durant més temps. L'aire calent de l'oceà s'eleva, creant una zona de baixa pressió i una brisa de terra a oceà, mentre que es forma una gran àrea d'alta pressió d'assecat a la terra, augmentada pel refredament hivernal. Els monsons són semblants a les brises del mar i de la terra, un terme que normalment es refereix al cicle diürn de circulació localitzat a prop de les costes a tot arreu, però són molt més grans en escala, més forts i estacionals. El canvi de vent del monsó estacional i el clima associat amb l'escalfament i el refredament de l'altiplà tibetà és el monsó més fort de la Terra.

## Rius
Alguns dels rius més llargs del món tenen l'origen a l'altiplà del Tibet:
- el Iang-tsé (o Chang Jiang)
- el riu Groc (o Huang He)
- l'Indus
- el Sutlej
- el Brahmaputra, conegut com a Yarlung Tsangpo al Tibet
- el Mekong
- l'Irauadi
- el Salween

Entre tots plegats, aquests rius porten al mar el 25% dels sediments mundials derivats de l'erosió del sòl.

## Llacs
- el Tso Ngonpo
- el Nam Tso
- el Dagze Tso
- el Yamzho Yumco
- el Puma Yumco
- el Paiku